# Unione Sportiva Anconitana 1965-1966
Questa pagina raccoglie le informazioni riguardanti l'Unione Sportiva Anconitana nelle competizioni ufficiali della stagione 1965-1966.

## Rosa
| N. |                   | Ruolo | Calciatore              |
| -- | ----------------- | ----- | ----------------------- |
|    | Italia (bandiera) | D     | Bruno Baseggio          |
|    | Italia (bandiera) | A     | Vasco Bertolotti        |
|    | Italia (bandiera) | A     | Sauro Bonetti           |
|    | Italia (bandiera) | A     | Gian Franco Brignoccoli |
|    | Italia (bandiera) | A     | Angelo Calderoni        |
|    | Italia (bandiera) | D     | Romeo Campagnola        |
|    | Italia (bandiera) | D     | Roberto Cannarozzo      |
|    | Italia (bandiera) | D     | Claudio Castagnino      |
|    | Italia (bandiera) | P     | Giuseppe Gaspari        |
|    | Italia (bandiera) | C     | Giampaolo Giampaoli     |
|    | Italia (bandiera) | P     | Nicola Giannisi         |
|    | Italia (bandiera) | A     | Beniamino Gionchetti    |
|    | Italia (bandiera) | A     | Mattia Luca             |

| N. |                   | Ruolo | Calciatore          |
| -- | ----------------- | ----- | ------------------- |
|    | Italia (bandiera) | D     | Giuseppe Malavenda  |
|    | Italia (bandiera) | A     | Sergio Martini      |
|    | Italia (bandiera) | C     | Alighiero Matassini |
|    | Italia (bandiera) | C     | Giovanni Meneghetti |
|    | Italia (bandiera) | C     | Antonio Montico     |
|    | Italia (bandiera) | A     | Benito Moratelli    |
|    | Italia (bandiera) | C     | Paolo Peloni        |
|    | Italia (bandiera) | A     | Luigi Pepa          |
|    | Italia (bandiera) | D     | Vittorio Pitta      |
|    | Italia (bandiera) | D     | Marino Recchi       |
|    | Italia (bandiera) | C     | Marcello Riccetti   |
|    | Italia (bandiera) | D     | Franco Santarelli   |
|    | Italia (bandiera) | C     | Silvio Zanon        |